# امامزاده سید ابراهیم ورنوسفادران
امامزاده سید ابراهیم ورنوسفادران مربوط به دوره قاجار است و در خمینی شهر، منطقه یک، خیابان امام شمالی، محله باولگان، کوچه فرهنگ واقع شده و این اثر در تاریخ ۶ اسفند ۱۳۸۵ با شمارهٔ ثبت ۱۷۴۸۱ به‌عنوان یکی از آثار ملی ایران به ثبت رسیده است.